# David Kitay
David Kitay est un compositeur américain de musiques de films né à Los Angeles le 23 octobre 1961.

## Filmographie

### comme compositeur
- 1987 : The Night Stalker
- 1989 : Under the Boardwalk
- 1989 : Allô maman, ici bébé (Look Who's Talking)
- 1990 : Allô maman, c'est encore moi (Look Who's Talking Too)
- 1991 : Junior le terrible 2 (Problem Child 2)
- 1992 : Boris and Natasha
- 1992 : Breaking the Rules
- 1993 : Surf Ninjas
- 1993 : Roosters de Robert Milton Young
- 1994 : The Stöned Age
- 1994 : La Mère idéale (Trading Mom)
- 1994 : Tel père, tel scout (Father and Scout) (TV)
- 1995 : Solomon & Sheba (TV)
- 1995 : Jury Duty
- 1998 : Big Party (Can't Hardly Wait)
- 1998 : Une nuit au Roxbury (A Night at the Roxbury)
- 2000 : Mary and Rhoda (TV)
- 2000 : Scary Movie
- 2000 : Loser (film)Loser
- 2000 : Madigan de père en fils ("Madigan Men") (série TV)
- 2000 : Eh mec ! Elle est où ma caisse ? (Dude, Where's My Car?)
- 2001 : The Stickup
- 2001 : Tomcats
- 2001 : Hounded (TV)
- 2001 : Ghost World
- 2002 : Cadet Kelly (TV)
- 2002 : The Scream Team (TV)
- 2003 : The One (TV)
- 2003 : I Witness
- 2003 : L'École de la vie (How to Deal)
- 2003 : Miss Match (série TV)
- 2003 : Bad Santa
- 2004 : Harold et Kumar chassent le burger (Harold and Kumar Go to White Castle)
- 2004 : Mais où est passé Elvis ? (Elvis Has Left the Building)
- 2005 : The Family Plan (TV)
- 2005 : Calvin et Tyco (Life Is Ruff) (TV)
- 2005 : Faux Amis (The Ice Harvest)
- 2006 : Art School Confidential
- 2006 : The Darwin Awards
- 2006 : Sexy Movie (Date Movie)
- 2006 : Relative Strangers
- 2006 : Caffeine
- 2007 : Smiley Face
- 2007 : À la recherche de l'homme parfait (Because I Said So)
- 2007 : Shanghai Kiss
- 2008 : Le Fantôme de mon ex-fiancée (Over Her Dead Body)